# Humiliana de Florència
Humiliana de Florència, anomenada Umiliana de' Cerchi (Florència, 1219 - 19 de maig de 1246), fou una patrícia toscana, terciària franciscana. És venerada com a beata per l'Església catòlica.

## Biografia
Nascuda a la família dels Cerchi, rics comerciants que després formaren part dels güelfs blancs de Florència. Son pare, Ulivieri o Vieri, era natural d'Acone (Pontassieve) i s'havia establert a Florència no feia gaire; de la seva mare no se'n sap res: el pare, en quedar vidu, es casà de nou i va tenir un total de disset fills.
Als quinze anys es casà amb el teixidor Buonaguisi, ric però conegut per la seva avarícia i mesquinesa, trets que Humiliana intentava compensar amb el seu tarannà caritatiu i les tasques de beneficència que feia. Amb la seva cunyada Ravenna, anava a missa i es dedicava a les obres de misericòrdia envers els necessitats, dedicant-hi recursos del seu marit, la qual cosa provocà la ira d'aquest, que la colpejà i maltractà.
Va tenir dues filles. En 1239 morí el marit i restà vídua i, passat un any, com era costum llavors, deixà les filles a càrrec de la seva cunyada Ravenna i tornà a la casa pairal. Malgrat que el seu pare volia esposar-la de nou, ella ho refusà i volgué entrar en el monestir de San Pietro a Monticelli. En no poder, es reclogué en una cambra del palau de la família (entre Via della Condotta i Via de' Cerchi) i només en sortia per anar als oficis religiosos. Es dedicà a la pràctica ascètica, la pregària, els dejunis i la penitència. Continuà ajudant els necessitats, especialment les joves vídues amb problemes.
Va seguir la Regla de Sant Francesc, introduïda a Florència en 1252), i fou la primera dona a vestir l'hàbit de terciària franciscana a l'església de Santa Croce. Va tenir visions i experiències místiques i rebia visites de persones que li demanaven consell, en considerar-la santa en vida. Morí el 19 de maig de 1246, encara jove.
Els funerals foren populars i hi anà molta gent a pregar davant el seu cos. Fou sebollida a la basílica de Santa Croce, dels franciscans, primer a terra, després a un mur sota la trona i finalment en una capella del claustre.

## Veneració
Les relíquies se'n conserven a una capella del transsepte de Santa Croce, en una urna. Un reliquiari amb el seu bust de plata fou fet per Lorenzo Ghiberti i avui és al tresor de l'església.
Aviat s'explicaren miracles atribuïts a la intercessió d'Humiliana, fins a 47, registrats pel franciscà fra Ippolito. Venerada popularment, fou finalment beatificada 24 de juliol de 1694 per Innocenci XII.